# Avenue du Mahatma-Gandhi
L'avenue du Mahatma-Gandhi est une voie située dans le 16e arrondissement de Paris, en France.

## Situation et accès
Elle se trouve dans le bois de Boulogne.

## Origine du nom
Elle porte le nom du guide spirituel indien Mohandas Karamchand Gandhi, dit le Mahatma Gandhi (1869-1948).

## Bâtiments remarquables et lieux de mémoire
- Jardin d'acclimatation
- No 6 : ancien site du musée national des Arts et Traditions populaires.
- No 8 : fondation Louis-Vuitton.
- Porte de Madrid